# Åre kabinbana
Åre kabinbana, i folkmun Kabinbanan, är en kabinbana i jämtländska Åre. Den invigdes och kom i drift den 6 maj 1976, står sig sedan dess som det enda exemplaret i Sverige. Dess fallhöjd på 853 meter är den största i Norden för enskild linbana. Dalstationen är vid Stjärntorget (421 meter över havet), och bergstationen på Sveriges högst belägna preparerade/liftburna åkhöjd (1 274 meter över havet) på Åreskutan. Avståndet till Åreskutans topp (1 420 meter över havet) från bergstationen är cirka 800 meter, och Toppstugan är Sveriges högst belägna kafé.
Kabinbanan ägs/drivs av Skistar sedan millennieskiftet och transporterar i huvudsak alpinsportutövare i skidområdet under vintersäsong, samt vandrare och delvis mountainbikecyklister i Åre Bike Park under sommarsäsong. Den är, tillsammans med den över 100 år gamla k-märkta järnvägsliften Åre bergbana, den mest symboliska liften för Åres alpinturistiska marknadsföring.

## Historik
I början av 1970-talet hade Regeringen Palme I målsättningen att skapa ett skidområde i Årefjällen, dit även "vanligt folk" hade råd och möjlighet att ta sig för att åka skidor, vilket öppnade för den andra fasen av det historiska "Åreprojektet". En del i projektet var att bygga en kabinbana upp på Åreskutan.
Inledningsvis var det tänkt att kabinbanans dalstation (liksom bergbanans) skulle placeras vid Åre torg, men detta hade inneburit att det gamla Sporthotellet fått köpas in för två miljoner kronor och rivas. Istället förlades den – Kabinbanehuset – till vad som idag är benämnt Stjärntorget, cirka 300 meter nordväst om Åre torg, invid väg E14.
Kabinbanan började byggas i februari 1975 av konsortiet Fjällbyggarna AB. Bestående av Yngve Kullenberg Byggnadsbolag från Göteborg och  Hallström och Nisses Bygg AB från Sundsvall. Den schweiziska byggfirman Habegger var sidoentreprenör till Fjällbyggarna AB. Först skulle firmans transportbana monteras för frakt av byggmaterial och det mänskliga arbetet på den höga höjden över marken, men två av dess stolpar kom att ge vika av nedisning i och med en av snöstormarna – varefter byggmaterialet fick dras med pistmaskin från Ullådalen samtidigt som skrotet efter transportbanan drogs med på tillbakavägen. Jordbruksdepartementet/-verket hade i sin budget 1971 kalkylerat Kabinbanans bygg-/investeringskostnad till 7,28 miljoner kronor, men bolaget ÅKAB (Åre Lift- och Kabinbane AB) som bildades 1971–1973 kom att beräkna kostnaden till 24 miljoner. När allt stod färdigt hade notan stigit till 74 miljoner (motsvarar närmare 350 miljoner kronor i 2012–2015 års penningvärde). Rekordartad väderproblematik under den planerade byggtiden (däribland också en incident som kostade en ny vajer) förlängde arbetet med ett helt år, då de flesta arbetstimmarna under vintern 1975/1976 gick åt till avisning och snöskottning, därav den stora kostnadsökningen. Efter att redan ha bantat ned stora delar av Åreprojektet kom staten i besparingssyfte även att reducera storleken på de två kabinerna, vilka rymmer 80 passagerare istället för ursprungsplanen om 125 (som vänthallarna på dalstationen är byggda för).

## Drift och teknik
Kabinbanan består av två kabiner, 16 kvadratmeter stora med plats för 80 passagerare, som går i pendeltrafik (när den ena är uppe är den andra nere, de möts på mitten och fungerar i princip som motvikt för varandra). Varje kabin hänger i två 49,5 millimeter tjocka, 3 190 meter långa och 43 ton tunga bärlinor. Kabinerna dras upp och ner av en rundgående 15 ton tung dragvajer, som drivs av två likströmsmotorer (med cirka 500 kilowatt vardera i effekt) placerade i dalstationen. De tre vajrarna (bärlinorna + dragvajern) bärs upp av fyra 40–60 meter höga stöttor, som är dimensionerade för total nedisning och vindar på över 70 m/s. De är på grund av Åreskutans klimat världens enda kabinbana med denna specialkonstruktion.
Kabinbanan körs i huvudsak på automatdrift, som två kabinjärer (en medföljande värd i varje kabin, ej räknad till passagerarkapaciteten) styr, men kan även köras manuellt av en övervakande maskinist i ett kontrollrum på dal.

### Teknisk data
- Längd: 2 900 m
- Hastighet: upp till 10 (8) m/s
- Minimal åktid: cirka 7 (8) minuter
- Maxlast: 80 (75) passagerare
- Max kapacitet: cirka 500 (400) personer per timme
- Fallhöjd: 853 m
- Antal stöttor (stolpar): 4
- Total driveffekt: upp till 1 240 kW

(Fotnot: Siffrorna inom parentes är angivna utifrån aktuella driftrutiner.)

## Incidenter

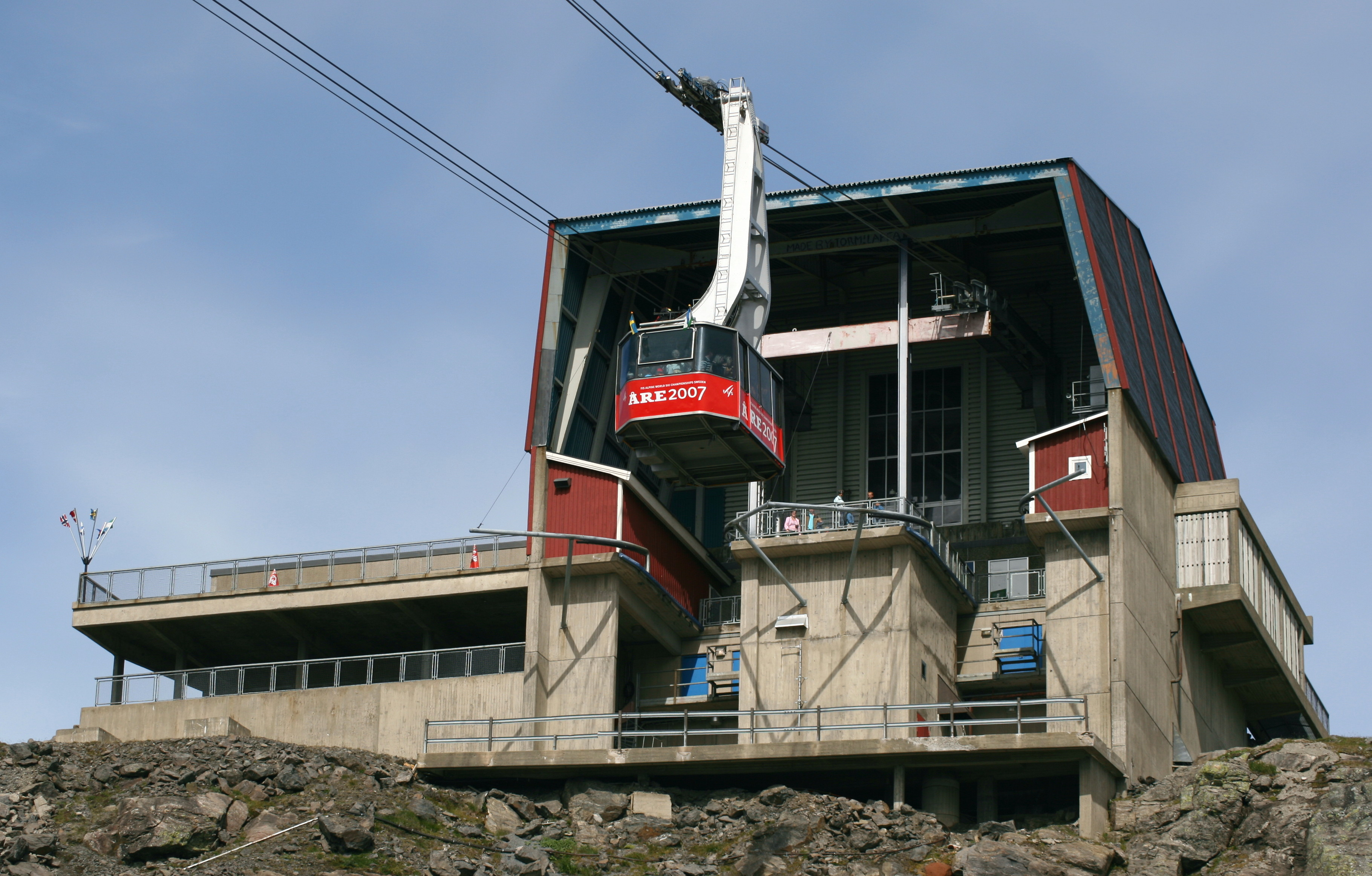
Bergstationen, m ö.h., sommartid.

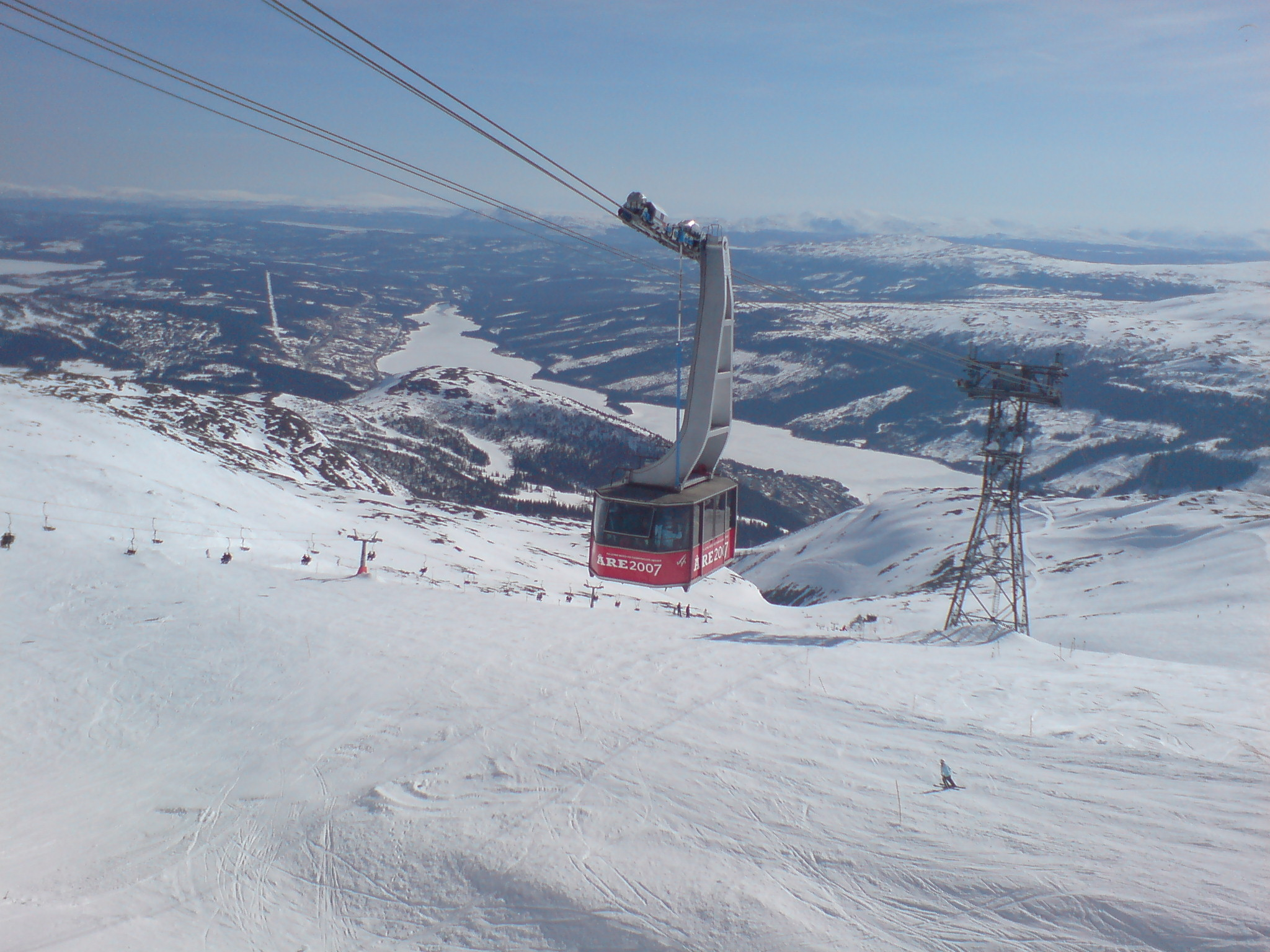
Vy mot Tusenmetern, och vidare Totthummeln, sedd från bergstationen. Tusenmetersliften anlades 1975, och revs våren 2017 på grund av omfattande materiella skador i samband med kraftig nedisning.

Kabinbanan har sedan sin tillkomst drabbats av två väderorsakade olyckor/incidenter:
- Lördagen den 28 januari 1989 blåste det plötsligt upp till snöstorm – och de 34 personerna som befann sig i bergstationen ombads att omedelbart åka ner med Kabinbanan, eftersom nedfarterna stängdes för att ingen skulle virra bort sig eller fastna ute på fjället i det kraftiga snöfallet. Strax efter klockan 13 var samtliga personer inne i kabinen, som då avgick för nedfärd.  När den passerade stötta 3 (knappt halvvägs ner) spårade kabinen/vajrarna ur på plats, och liften nödstannade automatiskt. Vindbyarna var då på gränsen till orkanstyrka, och vid en sådan total urspårning kan liften ej komma i minsta lilla rörelse igen. Den kunde inte heller repareras på plats i det hårda vädret, så en timme efter urspårningen mobiliserades räddningstjänsten för att evakuera samtliga personer ut ur kabinen. Kabinen befann sig vid det svårast tänkbara stället längs banans sträckning, cirka 50 meter ovanför marken och den steniga terrängen nedanför är näst intill omöjlig att nå med räddningsfordon.  Samtidigt rann tiden iväg för passagerarna, där stämningen var på gränsen panik och eftersom kabinen ständigt gungade på grund av vinden hade några blivit sjösjuka. Kvällsmörkret föll över byn och folk började frysa.  Fyra timmar efter urspårningen anlände en fransk expert ensam på snöskoter till kabinen. Experten var anställd av ÅKAB under bygget av Olympiagondolen som skulle invigas fem veckor senare, och hade fått höra om olyckan. Utrustad med säkerhetslinor och sin individuella kunskap lyckades han nå kabinen efter att ha klättrat upp i stötta 3 och gått ned till kabinen längs vajrarna, och dök överraskande upp hos de ombordvarande. Även räddningstjänsten hade vid denna tidpunkt anlänt med bandvagn på marken under kabinen, och evakuering påbörjades via kabinjären och den utrustning som fanns i kabinen. Klockan 18:30 hade samtliga personer evakuerats, och omhändertogs därefter med läkarkontroll i Hummelstugan, där det kunde konstateras att de klarat sig utan fysiska skador. TV3-programmet Larmet Går gjorde 1993 en ambitiös rekonstruktion av incidenten, och bland annat antydde fransmannen att en sådan urspårning aldrig hade hänt en kabinbana tidigare.[4]

Sedan incidenten ovan – då ingen i trakten förutom fransmannen hade en snabb lösning på situationen – har personal regelbundet evakueringsutbildats via SLAO, i synnerhet Skidpatrull men också kabinjärerna. Skidpatrullen är numera specialutbildad för evakueringsåtgärder även på andra linbanor, såsom stol- och gondolliftar.
- Torsdagen den 3 januari 2013 vid lunchtid orsakade nedisning i samband med kraftiga västvindar en vajerurspårning på bergstationen. Liften nödstoppade automatiskt och även denna gång befann sig kabinerna vid banans mitt. I den nedåtgående kabinen befanns sig fyra personer av personalen i bergstationens restaurang vilka fick evakueras. Kabinbanans dragvajer skadades vid urspårningen och fick bytas ut. På grund av flera månaders leveranstid kom liften i drift först framåt påsken. Skistar kritiserades för att enbart beskriva händelsen som "tekniskt fel", medan media stod för en mer detaljerad information.[5][6]

Åre är relativt väderutsatt, med 170 km avstånd till öppna Atlanten och inga fjäll över 1100 m höjd mellan Åre och havet som skulle kunna ge lä.

## Framtid
På grund av ett omfattande renoveringsbehov kombinerat med den låga kapaciteten och få öppetdagar till följd av väderproblematik och ett ständigt kostsamt underhåll av Kabinbanan planerar Skistar sedan 2015 att riva den inom en överskådlig framtid, till fördel för ett fastighetsprojekt där dalstationen är belägen. I mars 2019 ansökte Skistar om rivningslov för dalstationen, och planerade att påbörja rivnings- respektive byggprojektet i maj 2020, men utan att genomföras.
Efter några år med debatter gick Skistar hösten 2022 ut med en ny plan om att ersätta Kabinbanan med gondolbana i två delsträckor.